# 李柯
李柯是文化大革命时期“上海市理科革命大批判写作组”所用笔名，“李柯”即“理科”的谐音。写作组曾以此为笔名发表《评爱因斯坦的时空观》、《评爱因斯坦的运动观》、《评爱因斯坦的物质观》、《评爱因斯坦的世界观》等批判爱因斯坦的文章。在《自然辩证法》发表批判热力学第一、第二定律的《论运动的守恒和不守恒——兼评热力学第一定律和第二定律》。